# Dapsa subpunctata
Dapsa subpunctata is een keversoort uit de familie zwamkevers (Endomychidae). De wetenschappelijke naam van de soort werd in 1868 gepubliceerd door Sylvain Auguste de Marseul.